# Система стабілізації

Рис. Структурна схема стабілізуючої САР: μ – вплив регулятора на регулюючий орган (РО) за допомогою виконавчого механізму (ВМ); Δ – сигнал розузгодження, виділений на елементі порівняння (ЕП) і рівний векторній різниці між поточним (y_{т}) і заданим (y_{з}) значеннями регульованої величини.

Система стабілізації – автоматична система, призначена для підтримки із заданою точністю постійного значення керованої величини.
У цій системі необхідне значення керованої величини постійне, а помилка (розузгодження) в усталеному режимі ΔYуст не повинна перевершувати допустимої величини ΔYдоп.
Приклади: 
- САР підтримки сталого значення напруги та частоти генератора;
- САР підтримки сталого тиску пару в паровому котлі;
- САР підтримки сталої висоти шару важких фракцій  у відсаджувальній машині;
- регулювання основних характеристик бурового розчину в системі його підготовки на буровій (густина, в'язкість тощо).